# Pelosia unicolor
Pelosia unicolor är en fjärilsart som beskrevs av Okano 1959. Pelosia unicolor ingår i släktet Pelosia och familjen björnspinnare. Inga underarter finns listade i Catalogue of Life.